# Invasão da embaixada do México em Quito
A invasão à embaixada do México no Equador, em 5 de abril de 2024, foi um assalto à embaixada do México em Quito (Equador) realizada por forças policiais e militares equatorianas em violação à Convenção de Viena sobre Relações Diplomáticas.
O ataque ocorreu após uma série de tensões entre os dois países, para sequestrar o ex-vice-presidente da República do Equador, Jorge Glas, que estava condenado por casos de corrupção e que permanecia na embaixada desde 17 de dezembro de 2023, onde ele havia recebido asilo político algumas horas antes.

## Antecedentes
Em dezembro de 2023, o ex-vice-presidente equatoriano Jorge Glas, que atuou como vice-presidente dos presidentes Rafael Correa e Lenín Moreno, entrou na embaixada mexicana em Quito e solicitou asilo. Glas aguardava asilo após alegar perseguição política. O ex-vice-presidente havia sido condenado, em dezembro de 2017, a oito anos de prisão por duas penas: uma de seis anos pelo crime de associação ilícita e outra de oito pelo crime de suborno.
Em 3 de abril de 2024, o presidente do México, Andrés Manuel López Obrador, aludiu em entrevista coletiva ao fato de que a ex-candidata presidencial aliada de Correa, Luisa González, teve vantagem nas eleições gerais no Equador em 2023, mas após o assassinato de Fernando Villavicencio foi injustamente ligado ao assassinato de Villavicencio e sua pontuação caiu, inferindo-se que ocorreu fraude.
Após os comentários do presidente mexicano, no dia 4 de abril, a embaixadora do México foi declarada "persona non grata" e a Chancelaria do Equador invocou o princípio da "não intervenção" nos assuntos internos de outro país e o artigo 9 da Convenção de Viena sobre Relações Diplomáticas para solicitar a saída da embaixadora, Raquel Serur Smeke, do país. O governo mexicano decidiu conceder asilo político a Glas após a expulsão de sua embaixadora. Por sua vez, o presidente equatoriano Daniel Noboa reiterou que não emitiria o salvo-conduto necessário para que Glas deixasse o país.
Em 5 de abril, a Ministra das Relações Exteriores do México, Alicia Bárcena, havia pedido ao Governo do Equador que providenciasse uma passagem segura o mais rápido possível para que Glas pudesse deixar o país que lhe concedeu asilo.

## Operação
Por volta das 22h do dia 5 de abril de 2024, um grupo de elite da Polícia Nacional e das Forças Armadas do Equador invadiu a sede diplomática do México. Jorge Glas foi sequestrado, colocado numa viatura e levado por agentes da Polícia Nacional. O chefe da delegação diplomática, Roberto Canseco, tentou impedir a captura, sem sucesso.

## Consequências
Após a notícia se espalhar, no mesmo dia, o presidente do México anunciou através de sua conta no Twitter o rompimento de todas as relações diplomáticas com o Equador. Além disso, o México apelará ao Tribunal Internacional de Justiça para denunciar o Equador por violações do Direito Internacional.

## Reações
Os candidatos às eleições presidenciais mexicanas de 2024 denunciaram a invasão equatoriana da embaixada. O presidente Daniel Noboa afirmou que o governo tomará precauções para reprimir possíveis protestos em Carondelet.

### Internacionais
- Argentina: Através de um comunicado de imprensa da sua Chancelaria, a República Argentina juntou-se à condenação da invasão da Embaixada do México no Equador, apelando à plena observância da Convenção de 1954 sobre Asilo Diplomático e da Convenção de Viena sobre Relações Diplomáticas.[13]
- Brasil: O Itamaraty divulgou nota condenando "nos mais firmes termos" a invasão, ressaltando que a mesma constitui clara violação à Convenção Americana sobre Asilo Diplomático e à Convenção de Viena sobre Relações Diplomáticas que, em seu artigo 22, dispõe que os locais de uma Missão diplomática são invioláveis. O Itamaraty afirmou ainda que "a medida levada a cabo pelo governo equatoriano constitui grave precedente, cabendo ser objeto de enérgico repúdio, qualquer que seja a justificativa para sua realização".[14]
- Colômbia: O presidente da Colômbia, Gustavo Petro, anunciou que solicitará medidas cautelares em favor de Glas à Corte Interamericana de Direitos Humanos, além de convocar uma reunião de urgência da Organização dos Estados Americanos com o objetivo de examinar a violação da convenção de Viena por parte do Equador.[15]
- Cuba: O ministro das Relações Exteriores, Bruno Rodríguez, condenou a entrada forçada da polícia equatoriana na Embaixada do México para prender Jorge Glas.[16]
- Honduras: A presidente de Honduras, Xiomara Castro, descreveu o ataque como um ato intolerável para a comunidade internacional, "dado que ignora o histórico e fundamental direito ao asilo".[11]
- Uruguai: O Ministério das Relações Exteriores emitiu um comunicado lamentando e instando ao cumprimento da Convenção de Caracas, destacando que o asilo diplomático não deve ser concedido em casos de crimes comuns. Além disso, expressou a esperança de que o México e o Equador possam resolver em breve as suas diferenças e restabelecer as suas relações diplomáticas.[17]
- Venezuela: O chanceler, Yván Gil, expressou sua rejeição, descrevendo Jorge Glas como perseguido político e alertando sobre o possível surgimento de uma época de "terror" para o Equador, alegando que uma ideologia extrema de neofascismo estaria se manifestando.[18]

### Supranacionais
- A Organização dos Estados Americanos (OEA) aprovou uma resolução condenando a invasão da Embaixada do México no Equador por policiais equatorianos e exigindo diálogo entre os dois países.[19]